# 第14步兵師 (德國國防軍)
第14步兵師（德語：14. Infanterie-Division）是威瑪共和國防衛軍陸軍、納粹德國國防軍陸軍的一個步兵師。該師於1934年10月在莱比锡組建。
第二次世界大戰期間，該師參與入侵波蘭、入侵法國行動，1940年10月，該師予以摩托化，改編為第14摩托化步兵師（德語：14. Infanterie-Division (mot.)）。1941年6月，該師參與巴巴羅薩行動。
該師一直在東線作戰，期間於1943年改編為第14裝甲擲彈兵師（德語：14. Panzergrenadier-Division）。該師最後於1945年在海利根貝爾口袋被圍殲。

## 註腳
1. ↑  Mitcham（2007年）